# Colombiaans voetbalelftal in 2008
Het Colombiaans voetbalelftal speelde in totaal dertien officiële interlands in het jaar 2008, waaronder zes duels in de kwalificatiereeks voor de WK-eindronde in Zuid-Afrika. De ploeg stond onder leiding van Jorge Luis Pinto. Hij stapte op na de 4-0 nederlaag tegen Chili  en werd op 19 september vervangen door Eduardo Lara. Op de in 1993 geïntroduceerde FIFA-wereldranglijst zakte Colombia in 2008 van de 17de (januari 2008) naar de 49ste plaats (december 2008).

## Balans
| Wedstrijden | Wedstrijden | Wedstrijden | Wedstrijden | Doelpunten | Doelpunten | Doelpunten | Punten |
| Gespeeld    | Winst       | Gelijk      | Verlies     | Voor       | Tegen      | Saldo      | Punten |
| ----------- | ----------- | ----------- | ----------- | ---------- | ---------- | ---------- | ------ |
| 13          | 2           | 4           | 7           | 10         | 16         | –6         | 0.615  |

## Interlands
|                                                       |                                    |       |                                   |                                                                                          |
| 6 februari Vriendschappelijk № 438 «onderlinge duels» | Uruguay                            | 2 – 2 | Colombia                          | Estadio Centenario, Montevideo Toeschouwers: 31.000 Scheidsrechter: Líber Prudente (URU) |
| 6 februari Vriendschappelijk № 438 «onderlinge duels» | Edinson Cavani 78' Luis Suárez 86' |       | 24' Edixon Perea 73' Edixon Perea | Estadio Centenario, Montevideo Toeschouwers: 31.000 Scheidsrechter: Líber Prudente (URU) |

|                                                     |                                   |       |                    |                                                                                              |
| 25 maart Vriendschappelijk № 439 «onderlinge duels» | Honduras                          | 2 – 1 | Colombia           | Lockhart Stadium, Fort Lauderdale Toeschouwers: 20.000 Scheidsrechter: Edwin Jurisevic (USA) |
| 25 maart Vriendschappelijk № 439 «onderlinge duels» | David Suazo 30' Hendry Thomas 61' |       | 55' Wason Rentería | Lockhart Stadium, Fort Lauderdale Toeschouwers: 20.000 Scheidsrechter: Edwin Jurisevic (USA) |

|                                                  | |       |                                         |                                                                                               |
| 1 mei Vriendschappelijk № 440 «onderlinge duels» | Colombia                                                                                             | 5 – 2 | Venezuela                               | Estadio Alfonso López, Bucaramanga Toeschouwers: 20.000 Scheidsrechter: Víctor Carrillo (PER) |
| 1 mei Vriendschappelijk № 440 «onderlinge duels» | Hugo Rodallega 1' Roberto Polo 11' Giovanny Hernández 65' Hugo Rodallega 75' Luis Mosquera 85' (pen) |       | 10' Gabriel Cichero 44' Franklin Lucena | Estadio Alfonso López, Bucaramanga Toeschouwers: 20.000 Scheidsrechter: Víctor Carrillo (PER) |

|                                                             |                 |       |          |                                                                                    |
| 29 mei Vriendschappelijk № 441 «onderlinge duels» 21:00 uur | Ierland         | 1 – 0 | Colombia | Craven Cottage, Londen Toeschouwers: 15.000 Scheidsrechter: Mark Clattenburg (ENG) |
| 29 mei Vriendschappelijk № 441 «onderlinge duels» 21:00 uur | Robbie Keane 3' |       |          | Craven Cottage, Londen Toeschouwers: 15.000 Scheidsrechter: Mark Clattenburg (ENG) |

|                                                             |                         |       |          |                                                                              |
| 3 juni Vriendschappelijk № 442 «onderlinge duels» 21:00 uur | Frankrijk               | 1 – 0 | Colombia | Stade de France, Parijs Toeschouwers: 79.727 Scheidsrechter: Mike Dean (ENG) |
| 3 juni Vriendschappelijk № 442 «onderlinge duels» 21:00 uur | Franck Ribéry 25' (pen) |       |          | Stade de France, Parijs Toeschouwers: 79.727 Scheidsrechter: Mike Dean (ENG) |

|                                                            |                        |       |                   |                                                                                   |
| 14 juni WK-kwalificatie № 443 «onderlinge duels» 20:00 uur | Peru                   | 1 – 1 | Colombia          | Estadio Monumental, Lima Toeschouwers: 25.000 Scheidsrechter: Carlos Torres (PAR) |
| 14 juni WK-kwalificatie № 443 «onderlinge duels» 20:00 uur | Juan Carlos Mariño 40' |       | 8' Hugo Rodallega | Estadio Monumental, Lima Toeschouwers: 25.000 Scheidsrechter: Carlos Torres (PAR) |

|                                                            |         |       |          |                                                                                              |
| 18 juni WK-kwalificatie № 444 «onderlinge duels» 17:00 uur | Ecuador | 0 – 0 | Colombia | Estadio Olímpico Atahualpa, Quito Toeschouwers: 33.588 Scheidsrechter: Héctor Baldassi (ARG) |
| 18 juni WK-kwalificatie № 444 «onderlinge duels» 17:00 uur |         |       |          | Estadio Olímpico Atahualpa, Quito Toeschouwers: 33.588 Scheidsrechter: Héctor Baldassi (ARG) |

|                                                                  |                      |       |          |                                                                                       |
| 20 augustus Vriendschappelijk № 445 «onderlinge duels» 20:30 uur | Ecuador              | 1 – 0 | Colombia | Giants Stadium, East Rutherford Toeschouwers: 10.000 Scheidsrechter: Alex Trull (USA) |
| 20 augustus Vriendschappelijk № 445 «onderlinge duels» 20:30 uur | Cristian Benítez 39' |       |          | Giants Stadium, East Rutherford Toeschouwers: 10.000 Scheidsrechter: Alex Trull (USA) |

|                                                                |          |                      |         |                                                                                      |
| 6 september WK-kwalificatie № 446 «onderlinge duels» 18:20 uur | Colombia | 0 – 1                | Uruguay | Estadio El Campín, Bogota Toeschouwers: 35.024 Scheidsrechter: Leonardo Gaciba (BRA) |
| 6 september WK-kwalificatie № 446 «onderlinge duels» 18:20 uur |          | 15' Sebastián Eguren |         | Estadio El Campín, Bogota Toeschouwers: 35.024 Scheidsrechter: Leonardo Gaciba (BRA) |

|                                                                 |                                                                             |       |          |                                                                                       |
| 10 september WK-kwalificatie № 447 «onderlinge duels» 18:40 uur | Chili                                                                       | 4 – 0 | Colombia | Estadio Nacional, Santiago Toeschouwers: 47.459 Scheidsrechter: Jorge Larrionda (URU) |
| 10 september WK-kwalificatie № 447 «onderlinge duels» 18:40 uur | Gonzalo Jara 26' Humberto Suazo 38' Ismael Fuentes 48' Matías Fernández 71' |       |          | Estadio Nacional, Santiago Toeschouwers: 47.459 Scheidsrechter: Jorge Larrionda (URU) |

|                                                               |          |                     |          |                                                                                   |
| 11 oktober WK-kwalificatie № 448 «onderlinge duels» 18:20 uur | Colombia | 0 – 1               | Paraguay | Estadio El Campín, Bogota Toeschouwers: 26.000 Scheidsrechter: Pablo Lunati (ARG) |
| 11 oktober WK-kwalificatie № 448 «onderlinge duels» 18:20 uur |          | 9' Salvador Cabañas |          | Estadio El Campín, Bogota Toeschouwers: 26.000 Scheidsrechter: Pablo Lunati (ARG) |

|                                                               |          |       |          |                                                                                             |
| 15 oktober WK-kwalificatie № 449 «onderlinge duels» 22:00 uur | Brazilië | 0 – 0 | Colombia | Estádio do Maracanã, Rio de Janeiro Toeschouwers: 54.910 Scheidsrechter: Rubén Selman (CHI) |
| 15 oktober WK-kwalificatie № 449 «onderlinge duels» 22:00 uur |          |       |          | Estádio do Maracanã, Rio de Janeiro Toeschouwers: 54.910 Scheidsrechter: Rubén Selman (CHI) |

|                                                                  |                    |       |         |                                                                                     |
| 20 november Vriendschappelijk № 450 «onderlinge duels» 21:00 uur | Colombia           | 1 – 0 | Nigeria | Estadio El Campín, Bogota Toeschouwers: 10.000 Scheidsrechter: Alberto Duarte (COL) |
| 20 november Vriendschappelijk № 450 «onderlinge duels» 21:00 uur | Radamel Falcao 82' |       |         | Estadio El Campín, Bogota Toeschouwers: 10.000 Scheidsrechter: Alberto Duarte (COL) |

## FIFA-wereldranglijst
| JAN | FEB | MAR | APR | MEI | JUN | JUL | AUG | SEP | OKT | NOV | DEC |
| --- | --- | --- | --- | --- | --- | --- | --- | --- | --- | --- | --- |
| 17  | 21  | 20  | 19  | 19  | 19  | 23  | 23  | 29  | 33  | 40  | 49  |

## Statistieken
| Agustín Julio          | 1974-10-25 | Independiente Santa Fe | 12 | 0 | 0 | 24 | 0 |
| Róbinson Zapata        | 1978-09-30 | Steaua Boekarest       | 1  | 0 | 0 | 3  | 0 |
| David Ospina           | 1988-08-31 | OGC Nice               | 0  | 1 | 0 | 2  | 0 |
| Verdediging            |            |                        |    |   |   |    |   |
| Luis Amaranto Perea    | 1979-01-30 | Atlético Madrid        | 9  | 0 | 0 | 43 | 0 |
| Aquivaldo Mosquera     | 1981-06-22 | Sevilla FC             | 5  | 0 | 0 | 17 | 1 |
| Rubén Bustos           | 1981-08-28 | SC Internacional       | 5  | 0 | 0 | 12 | 2 |
| Estiven Vélez          | 1982-02-09 | Atlético Nacional      | 5  | 0 | 0 | 15 | 0 |
| Gerardo Bedoya         | 1975-11-26 | Millonarios            | 4  | 1 | 0 |    |   |
| Cristián Zapata        | 1986-09-30 | Udinese Calcio         | 4  | 0 | 0 | 5  | 0 |
| Wálter Moreno          | 1978-05-18 | Atlético Nacional      | 3  | 2 | 0 | 10 | 0 |
| Mario Yepes            | 1976-01-13 | Chievo Verona          | 3  | 0 | 0 | 59 | 4 |
| Elvis González         | 1982-02-20 | Cúcuta Deportivo       | 2  | 1 | 0 |    |   |
| Pedro Portocarrero     | 1977-05-13 | Cúcuta Deportivo       | 2  | 1 | 0 |    |   |
| Gerardo Vallejo        | 1976-12-03 | Deportes Tolima        | 1  | 1 | 0 | 20 | 0 |
| Josimar Mosquera       | 1982-10-12 | Arsenal FC             | 1  | 0 | 0 |    |   |
| Edgar Zapata           | 1979-09-01 | Deportivo Cali         | 1  | 0 | 0 | 1  | 0 |
| Carlos Valdés          | 1985-05-22 | América de Cali        | 0  | 1 | 0 | 1  | 0 |
| Middenveld             |            |                        |    |   |   |    |   |
| Fredy Guarín           | 1986-06-30 | FC Porto               | 9  | 1 | 0 | 16 | 0 |
| Giovanni Hernández     | 1976-06-16 | Atlético Junior        | 8  | 3 | 1 | 41 | 5 |
| Carlos Sánchez         | 1986-02-06 | Valenciennes FC        | 6  | 2 | 0 | 15 | 0 |
| José Amaya             | 1980-07-16 | Atlético Nacional      | 6  | 0 | 0 | 13 | 0 |
| Juan Camilo Zúñiga     | 1985-12-14 | AC Siena               | 5  | 5 | 0 | 14 | 0 |
| Pablo Armero           | 1986-11-02 | América de Cali        | 5  | 1 | 0 | 6  | 0 |
| Fabián Vargas          | 1980-04-17 | CA Boca Juniors        | 4  | 1 | 0 | 30 | 0 |
| Juan Carlos Escobar    | 1982-10-30 | Krylja Sovetov         | 4  | 0 | 0 | 7  | 0 |
| Macnelly Torres        | 1984-11-01 | Colo-Colo              | 3  | 4 | 0 | 20 | 0 |
| Yulián Anchico         | 1984-05-28 | Independiente Santa Fe | 3  | 2 | 0 | 20 | 1 |
| Juan Carlos Toja       | 1985-05-24 | Steaua Boekarest       | 2  | 0 | 0 |    |   |
| Freddy Grisales        | 1975-09-22 | CA Independiente       | 1  | 1 | 0 | 41 | 6 |
| Elkin Soto             | 1980-08-04 | 1. FSV Mainz 05        | 1  | 1 | 0 |    |   |
| Aldo Ramírez           | 1981-04-18 | Monarcas Morelia       | 1  | 0 | 0 | 12 | 1 |
| Paulo César Arango     | 1984-08-27 | América de Cali        | 1  | 0 | 0 |    |   |
| Giovanni Moreno        | 1986-07-01 | Atlético Nacional      | 0  | 2 | 0 |    |   |
| Stalin Motta           | 1984-03-28 | La Equidad             | 0  | 2 | 0 |    |   |
| Luis Mosquera          | 1986-08-17 | Independiente Santa Fe | 0  | 1 | 1 |    |   |
| Abel Aguilar           | 1985-01-06 | Hércules CF            | 0  | 1 | 0 |    |   |
| Cristian Marrugo       | 1985-07-18 | Deportes Tolima        | 0  | 1 | 0 |    |   |
| Andrés Chitiva         | 1979-08-14 | Club América           | 0  | 1 | 0 |    |   |
| Danilson Córdoba       | 1986-09-06 | Independiente Medellín | 0  | 1 | 0 |    |   |
| Nilson Cortes          | 1977-03-29 | Once Caldas            | 0  | 1 | 0 |    |   |
| David Ferreira         | 1979-08-09 | Atlético Paranaense    | 0  | 1 | 0 | 40 | 0 |
| Aanval                 |            |                        |    |   |   |    |   |
| Hugo Rodallega         | 1985-07-25 | Wigan Athletic         | 6  | 1 | 3 | 24 | 7 |
| Edixon Perea           | 1984-04-20 | Grêmio                 | 5  | 0 | 2 | 26 | 9 |
| Radamel Falcao         | 1986-02-10 | CA River Plate         | 4  | 1 | 1 | 13 | 3 |
| Wason Rentería         | 1985-07-04 | Sporting Braga         | 4  | 0 | 1 | 16 | 3 |
| Carlos Darwin Quintero | 1987-09-19 | Santos Laguna          | 2  | 1 | 0 | 3  | 0 |
| Dayro Moreno           | 1985-09-16 | Steaua Boekarest       | 1  | 4 | 0 | 9  | 1 |
| Roberto Polo           | 1980-12-21 | La Equidad             | 1  | 2 | 1 |    |   |
| Tressor Moreno         | 1979-01-11 | Club San Luis          | 1  | 2 | 0 | 32 | 7 |
| Adrián Ramos           | 1986-01-22 | América de Cali        | 1  | 2 | 0 | 3  | 0 |
| Fredy Montero          | 1987-07-26 | Deportivo Cali         | 1  | 0 | 0 |    |   |
| Sergio Herrera         | 1981-03-15 | Deportivo Cali         | 0  | 1 | 0 | 11 | 4 |
| Carlos Rentería        | 1986-03-04 | Atlético Nacional      | 0  | 1 | 0 |    |   |
| Milton Rodríguez       | 1976-04-28 | Deportivo Cali         | 0  | 1 | 0 |    |   |
| Carmelo Valencia       | 1984-07-13 | Atlético Nacional      | 0  | 1 | 0 | 3  | 0 |

Colfútbol · A-internationals · Selecties · Statistieken · Bondscoaches · Colombiaans vrouwenelftal · Olympisch elftal · Colombia U20 · Colombia U17
1938 – 1949 ·
1950 – 1959 ·
1960 – 1969 ·
1970 – 1979 ·
1980 – 1989 ·
1990 – 1999 ·
2000 – 2009 ·
2010 – 2019 ·
2020 – 2029
WK 1962 · 
WK 1990 · 
WK 1994 · 
WK 1998 · 
WK 2014 · 
WK 2018
OS 1968 · 
OS 1972 · 
OS 1980 · 
OS 1992 · 
OS 2016
1938 · 
1939 · 1940 · 1941 · 1942 · 1943 · 1944 · 
1946 · 
1947 · 
1948 · 
1949 · 
1950 · 1951 · 1952 · 1953 · 1954 · 1955 · 1956 · 
1957 · 
1958 · 1959 · 1960 · 
1961 · 
1962 · 
1963 · 
1964 · 
1965 · 
1966 · 
1967 · 
1968 · 
1969 · 
1970 · 
1971 · 
1972 · 
1973 · 
1974 · 
1975 · 
1976 · 
1977 · 
1978 · 
1979 · 
1980 · 
1981 · 
1982 · 
1983 · 
1984 · 
1985 · 
1986 · 
1987 · 
1988 · 
1989 · 
1990 ·
1991 · 
1992 · 
1993 · 
1994 · 
1995 · 
1996 · 
1997 · 
1998 · 
1999 · 
2000 · 
2001 · 
2002 · 
2003 · 
2004 · 
2005 · 
2006 · 
2007 · 
2008 · 
2009 · 
2010 · 
2011 · 
2012 · 
2013 · 
2014 · 
2015 · 
2016 · 
2017 ·
2018 ·
2019 ·
2020 ·
2021
Algerije ·
Argentinië ·
Australië ·
Bahrein ·
België ·
Bolivia · 
Brazilië ·
Canada ·
Chili ·
China · 
Costa Rica ·
Cuba ·
DDR ·
Duitsland ·
Ecuador ·
Egypte ·
El Salvador ·
Engeland ·
Finland ·
Frankrijk ·
Griekenland ·
Guatemala · 
Haïti ·
Honduras ·
Hongarije ·
Hongkong ·
Ierland ·
Irak ·
Israël ·
Ivoorkust ·
Jamaica ·
Japan ·
Joegoslavië ·
Jordanië ·
Kameroen ·
Koeweit · 
Liberia · 
Marokko ·
Mexico ·
Montenegro ·
Nederland ·
Nederlandse Antillen ·
Nicaragua ·
Nieuw-Zeeland · 
Nigeria ·
Noord-Ierland ·
Noorwegen ·
Panama ·
Paraguay ·
Peru ·
Polen ·
Puerto Rico ·
Qatar ·
Roemenië ·
Saoedi-Arabië ·
Schotland ·
Senegal ·
Servië ·
Slovenië ·
Slowakije ·
Sovjet-Unie ·
Spanje ·
Trinidad en Tobago ·
Tsjecho-Slowakije ·
Tunesië · 
Turkije · 
Uruguay ·
Venezuela ·
Verenigde Arabische Emiraten · 
Verenigde Staten ·
Zuid-Afrika ·
Zuid-Korea ·
Zweden ·
Zwitserland
Brazilië (2014) ·
Engeland (2018) ·
Griekenland (2014) ·
Ivoorkust (2014) ·
Japan (2014) ·
Japan (2018) ·
Polen (2018) ·
Senegal (2018) ·
Uruguay (2014)